# Ušaj
Ušaj je priimek več znanih Slovencev:
- Anton Ušaj, športni pedagog in trener
- Danica Golli (r. Ušaj) (1922—1999), pedagoginja
- Just Ušaj (1890—1971), čebelar, sadjar in vinogradnik
- Lucija Šikovec Ušaj, odvetnica in publicistka (komentatorka)
- Marko Ušaj, arhitekt (mož Lucije)
- Marko Ušaj, biotehnološki/živilski raziskovalec
- Savo Ušaj (1951—2016), bančnik ter prosvetni in športni delavec